# Музей космонавтики в Томашовке
Музей космонавтики в агрогородке Томашовка — единственный в Республике Беларусь музей космонавтики, был основан 4 ноября 1978 года. Композиция музея показывает этапы изучения Вселенной, освоения космического пространства, рассказывает о жизни и подвигах первого белорусского космонавта — Петра Ильича Климука.
Музей состоит из трёх залов: исторический, экспозиционный, биографический.

## Первый зал
Исторический зал — коридор, который имитирует вид прохода с ракеты на станцию.
На стенах вы можете увидеть художественные росписи в виде созвездий. На них висят портреты белорусских лётчиков, героев Советского союза.
На другой стене — история познания Вселенной в картинках и изображения летательных аппаратов. Здесь же висят портреты людей, которые приняли непосредственное участие в развитии космонавтики и ракетостроения: К. Э. Циолковский, Н.Тихомиров , В.Глушко, Ф.Цандер, Ю.Кондратюк, С.Королёв.

## Второй зал
В центре экспозиционного зала находится макет ракеты-носителя «Союз», который символизирует путь человека к звездам.
Также можно увидеть витражи, которые рассказывают о выходе Леонова в космос, полномасштабный макет первого спутника Земли «Спутник-1», запущенного в СССР 4 октября 1957 года, миниатюру современного спутника «Ресурс Ф1» (в размере 1:10), теплозащитный костюм и многое другое.
Отдельное место в экспозиции отведено условиям быта космонавтов. Здесь представлены пищевые рационы с борта МКС, элементы одежды и экипировки космонавтов, оборудование, используемое в процессе подготовки.

## Третий зал
Биографический зал посвящен детству и юности П. И. Климука и его полетам, поскольку д. Комаровка, расположенная неподалеку, является малой Родиной знаменитого белорусского космонавта. Здесь можно увидеть предметы интерьера из родительского дома космонавта, вещи, сделанные его руками, школьную парту, классный журнал и многое другое.
Также в этой части музея представлены экспонаты, связанные с полетами космонавта: амортизационное кресло «Казбек», гидрокостюм, питьевой бачок, звездные карты и многое другое.